# Hamit Bozarslan
Hamit Bozarslan (né le 11 octobre 1958 à Lice en Turquie) est un historien et politiste spécialiste du Moyen-Orient, de la Turquie et de la question kurde.

## Biographie
Hamit Bozarslan est docteur en histoire et docteur en sciences politiques, titres obtenus à l'Institut d'études politiques de Paris, se spécialisant sur l'histoire moderne de l'Empire ottoman et du Moyen-Orient. Il est allocataire de recherche au Centre Marc Bloch de 1995 à 1997, puis professeur invité à l'université de Princeton en 1998. Il est élu maître de conférences à l'École des hautes études en sciences sociales (EHESS) en 1998. Depuis 2006, il est directeur d'études dans ce même établissement.
Hamit Bozarslan codirige entre 2002 et 2008 l'Institut d'études de l'islam et des sociétés du monde musulman. Il fait partie du comité de rédaction de Critique internationale ainsi que de Cultures et Conflits. Il est sociétaire de la Société asiatique.

## Publications
- Rémy Leveau, Mounia Bennani-Chraïbi et Hamit Bozarslan, Acteurs et espaces politiques au Maroc et en Turquie, Berlin, Centre Marc Bloch, 1996, 104 p. (ISBN 9782110896582)
- Rémy Leveau et Hamit Bozarslan, Islam et conflits de la modernité, Berlin, Centre Marc Bloch, 1996, 80 p. (ISBN 9782110896087)
- Hamit Bozarslan, La question kurde : États et minorités au Moyen-Orient, Paris, Presses de Sciences po, 1997, 383 p. (ISBN 9782724607178)
- Hamit Bozarslan, 100 mots pour dire - la violence dans le monde musulman, Paris, Maisonneuve & Larose, 2005, 192 p. (ISBN 9782706818608)
- Hamit Bozarslan, Histoire de la Turquie contemporaine, Paris, La Découverte, 2006, 123 p. (ISBN 9782707151407)
- Hamit Bozarslan, Une histoire de la violence au Moyen-Orient : de la fin de l'empire ottoman à al-Qaida, Paris, La découverte, 2008, 324 p. (ISBN 9782707149589)
- Hamit Bozarslan, Conflit kurde : Le brasier oublié du Moyen-Orient, Paris, Autrement, 2009, 172 p. (ISBN 9782746712737)
- Hamit Bozarslan et Christophe Jaffrelot, Passions révolutionnaires : Amérique latine, Moyen-Orient, Inde, Paris, Éd. de l'École des hautes études en sciences sociales, 2011, 191 p. (ISBN 9782713222849)
- Hamit Bozarslan, Sociologie politique du Moyen-Orient, Paris, La découverte, 2011, 128 p. (ISBN 9782707167040)
- Hamit Bozarslan, Histoire de la Turquie : de l'Empire à nos jours, Paris, Tallendier, 2013, 592 p. (ISBN 9781021000651)
- Hamit Bozarslan, Le luxe et la violence : Domination et contestation chez Ibn Khaldun, Paris, CNRS éditions, 2014, 240 p. (ISBN 9782271080752)
- Hamit Bozarslan, Révolution et état de violence : Moyen-Orient 2011-2015, Paris, CNRS éditions, 2015, 303 p. (ISBN 9782271082060)
- Annette Becker, Raymond Kevorkian, Gaïdz Minassian, Hamit Bozarslan, Claire Mouradian, Yves Ternon, Mikaël Nichanian et Vincent Duclert, Le génocide des Arméniens : Un siècle de recherche 1915-2015, Paris, Éditions Complexe, 2015, 213 p. (ISBN 9782870273760)
- Hamit Bozarslan, Vincent Duclert et Raymond Kevorkian, Comprendre le génocide des Arméniens : De 1915 à nos jours, Paris, Les éditions du cerf, 2016, 576 p. (ISBN 9781021006752)
- Hamit Bozarslan et Gaëlle Demelemestre, Qu'est-ce qu'une révolution? : Amérique, France, monde arabe 1763-2015, Paris, Les éditions du cerf, 2016, 394 p. (ISBN 9782204104432)
- Hamit Bozarslan, Marges et pouvoir dans l'espace ottoman : XIXe – XXe siècles, Paris, Karthale, 2018, 298 p. (ISBN 9782811119768)
- Hamit Bozarslan, Crise, violence, dé-civilisation, Paris, CNRS éditions, 2019, 480 p. (ISBN 9782271115027)
- Hamit Bozarslan, L'anti-démocratie au XXIe siècle, Paris, CNRS éditions, 2021, 288 p. (ISBN 9782271137401)
- Hamit Bozarslan, Le temps des monstres, Paris, La découverte, 2021, 256 p. (ISBN 9782348064906)